# Richard C. Holbrooke
Richard Charles Albert Holbrooke (24 tháng 4 năm 1941-13 tháng 12 năm 2010) là một nhà ngoại giao, nhà kinh doanh ngân hàng, biên tập viên tạp chí, tác gia, giáo sư, quan chức Peace Corps Hoa Kỳ. Ông là người duy nhất nắm giữ chức vụ Trợ lý Ngoại trưởng Hoa Kỳ qua cho hai khu vực khác nhau trên thế giới là châu Á từ năm 1977-1981 và châu Âu từ năm 1994-1996. Sau đó ông là đại diện đặc biệt cho Afghanistan và Pakistan của chính quyền Barack Obama. Ông là quan chức ngoại giao của Bộ Ngoại giao Hoa Kỳ từ thời kì chiến tranh Việt Nam cho đến các cuộc chiến cuối thế kỷ 20 và đầu thế kỷ 21 của Hoa Kỳ tai Trung Đông, qua các thời tổng thống từ John F. Kennedy đến Barack Obama.
Richard C. Holbrooke từng đảm nhận vị trí Đại sứ Mỹ tại Liên Hợp Quốc và Đức, được bảy lần đề cử giải Nobel hòa bình. Ngoài ra, ông cũng từng làm phóng viên và nhà đầu tư ngân hàng.
Ông Holbrooke được đánh giá nhân vật có vai trò quan trọng trong các nỗ lực của Tổng thống Obama nhằm xoay chuyển cuộc chiến kéo dài suốt chín năm tại Afghanistan. Thành tựu nổi bật nhất của Holbrooke là góp phần kết thúc cuộc chiến thảm khốc ở Bosnia bằng hòa ước Dayton năm 1995.